# Спасо-Мажарівка
Спа́со-Мажа́рівка — село в Україні, в Суботцівській сільській громаді Кропивницького району Кіровоградської області. Населення становить 0 осіб.  

## Населення
Згідно з переписом УРСР 1989 року чисельність наявного населення села становила 11 осіб, з яких 4 чоловіки та 7 жінок.
За переписом населення України 2001 року в селі мешкали 2 особи. 100 % населення вказало своєю рідною мовою українську мову.